# Еловац, Стеван
Стеван Еловац (серб. Стеван Јеловац; 8 июля 1989[…], Нови-Сад — 5 декабря 2021[…], Белград) — сербский баскетболист, игравший на позиции тяжёлого форварда.

## Карьера
Профессиональная карьера началась в 2008 году в клубе «Визура».
В апреле 2010 года подписал контракт с «Црвеной звездой», но уже в ноябре перешёл в «Мега Визуру», где провёл остаток сезона.
В сезоне 2011/12 выступал за «Анталью ББ».
В июле 2012 года подписал двухлетний контракт с итальянским клубом «Ювеказерта», но покинул его спустя год.
В сезоне 2013/14 в составе «Летувос Ритас» дошёл до полуфинала Единой лиги ВТБ, набирал в среднем по 8,4 очка и 3,9 подбора.
В 2014 году Еловац перешёл в «Сарагосу», где провёл 3 сезона. В сезоне 2016/2017 в 32 играх испанского чемпионата продемонстрировал статистику в 14,3 очка, 5 подборов, 0,8 передачи и 0,4 перехвата, проводя на площадке в среднем по 24 минуты. Также он стал лучшим игроком 8 тура и MVP ноября с показателями в 23,6 очка и 6,6 подбора.
В июле 2017 года подписал контракт с «Нижним Новгородом».
15 февраля 2018 года Еловац установил рекорд Единой лиги ВТБ по набранным очкам и показателю эффективности в одной игре. В матче с «Калевом» (103:97, ОТ) за 41 минуту игры он набрал 49 очков (8 из 12 — 2-очковые, 6 из 10 — 3-очковые, 15 из 17 — штрафные), 55 баллов за эффективность. Стал первым игроком в истории Лиги, который сделал дабл-дабл с 40+ очками (49 очков и 15 подборов).
28 марта 2018 года, во втором матче 1/4 финала Кубка Европы ФИБА против итальянского клуба «Рейер Венеция» Еловац установил рекорд сезона. На его счету 38 очков (4 из 10 двухочковых, 7 из 9 трёхочковых, 9 из 9 штрафных), 15 подборов, 45 баллов за эффективность. При этом ему не хватило одного очка до повторения рекорда турнира в 39 очков.
В мае 2018 года Еловац был признан «Самым ценным игроком» Единой лиги ВТБ. Средние показатели по итогам месяца составили 20,5 очка, 5,0 подбора, 1,5 передачи и 18,0 баллов за эффективность действий.
9 июня 2018 года на гала-вечере Единой лиги ВТБ был отмечен в номинации «Перфоманс года». Этот приз Еловац получил за рекорд, установленный в матче регулярного сезона против эстонского «Калева».
Сезон 2018/19 начинал в «Брозе», набирая в матчах Лиги чемпионов ФИБА 12,1 очка и 4,9 подбора в среднем за игру. В феврале 2019 года покинул немецкий клуб и перешёл в «Газиантеп».
В июне 2020 года стал игроком «Сан-Эн Неофеникс».
В августе 2021 года перешёл в АЕК.
В ноябре 2021 года Еловац перенёс инсульт и был срочно доставлен в ближайшую больницу во время тренировки команды. Он упал в обморок, занимаясь по индивидуальной программе, пропустив 2 недели из-за травмы голеностопного сустава. Скончался 5 декабря в Белграде.

## Сборная Сербии
В феврале 2018 года Еловац получил приглашение в сборную Сербии для подготовки к отборочным матчами чемпионата мира 2019 года. В дебютном матче за национальную команду против сборной Германии (74:79) провёл на площадке 21 минуту 43 секунды, набрав 9 очков и 2 подбора.
В июне 2019 года Еловац вошёл в расширенный список сборной Сербии перед чемпионатом мира 2019 года.